# Biserica de lemn din Gâlgău

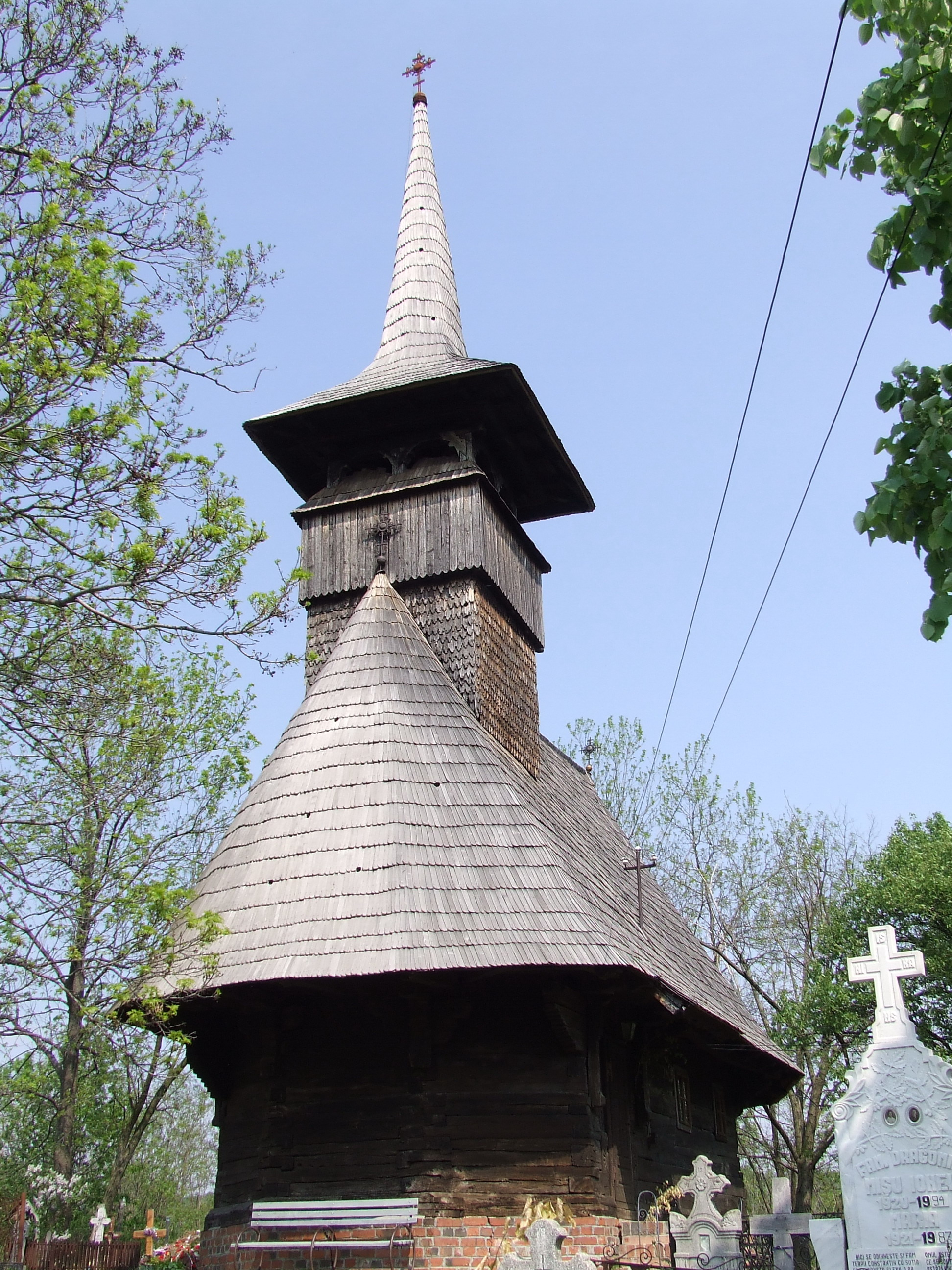
Biserica de lemn din Gâlgău

Biserica de lemn din Gâlgău se află în localitatea Suiești din județul Vâlcea unde a fost mutată după al Doilea Război Mondial. Biserica de lemn a fost ridicată în vatra veche a satului Gâlgău din județul Sălaj, conform tradiției, în anul 1658. Această biserică este cea mai îndepărtată de locul de origine dintre bisericile de lemn Sălăjene salvate de la dispariție. Biserica se află pe noua listă a monumentelor istorice sub codul LMI:  VL-II-m-B-09928.

## Documentare
Biserica de lemn din Gâlgău s-a bucurat de atenția cercetătorului Atanasie Popa, care a vizitat-o în 28 decembrie 1930. Biserica se afla atunci încă în sat iar documentația sa la fața locului a rămas foarte prețioasă. Datorită publicării studiului său, biserica a devenit cunoscută în perioada interbelică și a fost astfel salvată de la o dispariție iminentă.

## Istoric
Tradiția orală înregistrată de Atanasie Popa reținea existența unei picturi exterioare pe pânză la altar, pe care se afla înscris anul 1658. Bătrânii păstrau în memorie că acesta era anul edificării construcției pe un deal mai îndepărtat de sat.
Momentul aducerii ei mai aproape de sat a fost aproximat între 1790-95. Tot atunci se crede că biserica a fost pictată de un anume zugrav Mihăilă.
În 1867 a fost construit un cor pentru tineri în navă și s-au lărgit ferestrele, măsuri de modernizare luate în multe din bisericile de lemn din Transilvania în secolul 19, acolo unde lipseau resurse pentru ridicarea unei construcții noi.
Biserica a fost salvată de la demolare sub regimul regelui Carol al II-lea al României, și transferată în anul 1939 la Breaza, jud. Prahova, în campusul de pregătire al organizației Straja Țării. După război ea a fost salvată a doua oară, împreună cu alte biserici în aceeași situație, de patriarhul Justinian, fiind reconstruită ca biserică parohială în Suiești, județul Vâlcea, în anul 1951.

## Imagini

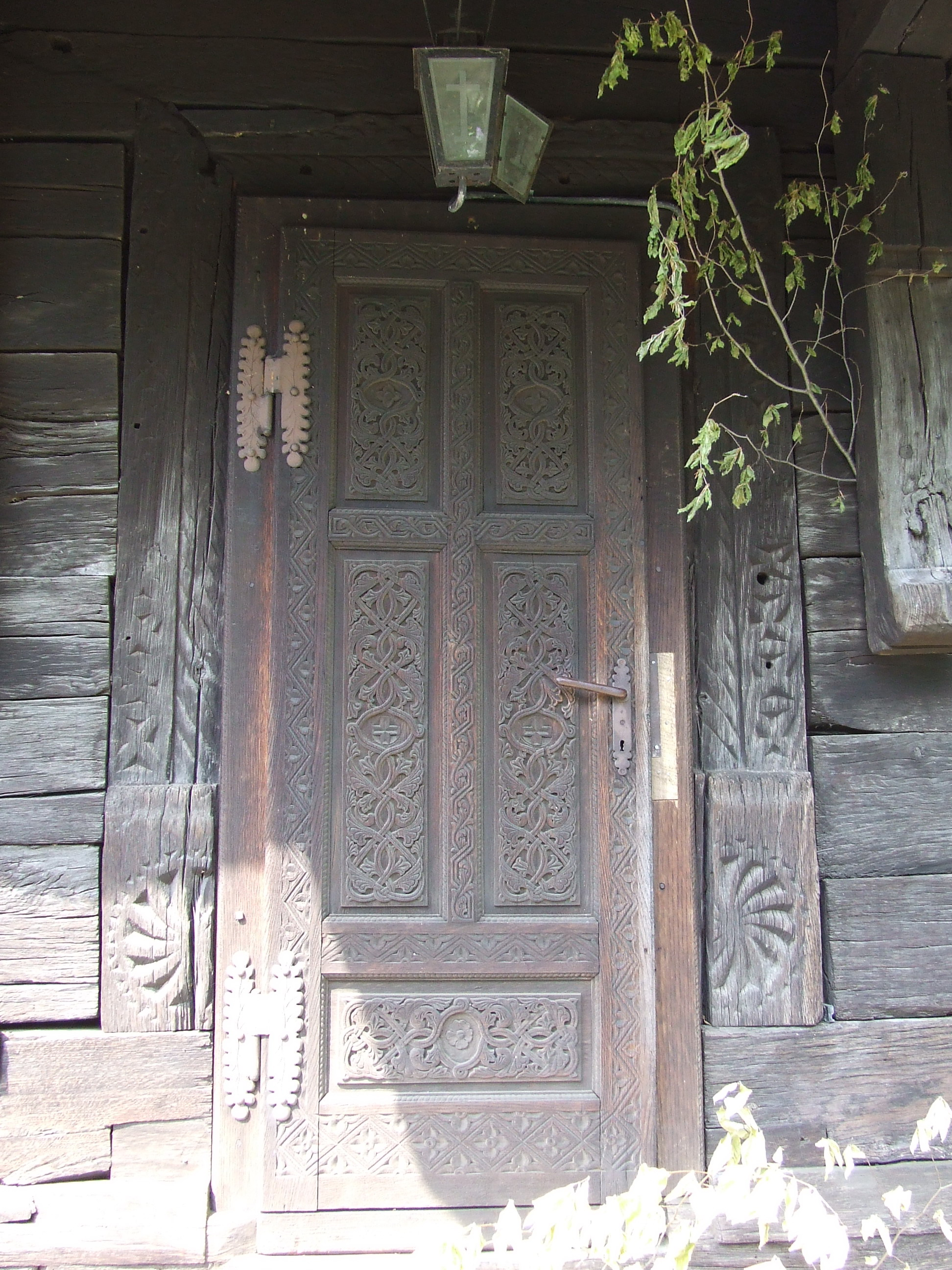
Intrarea
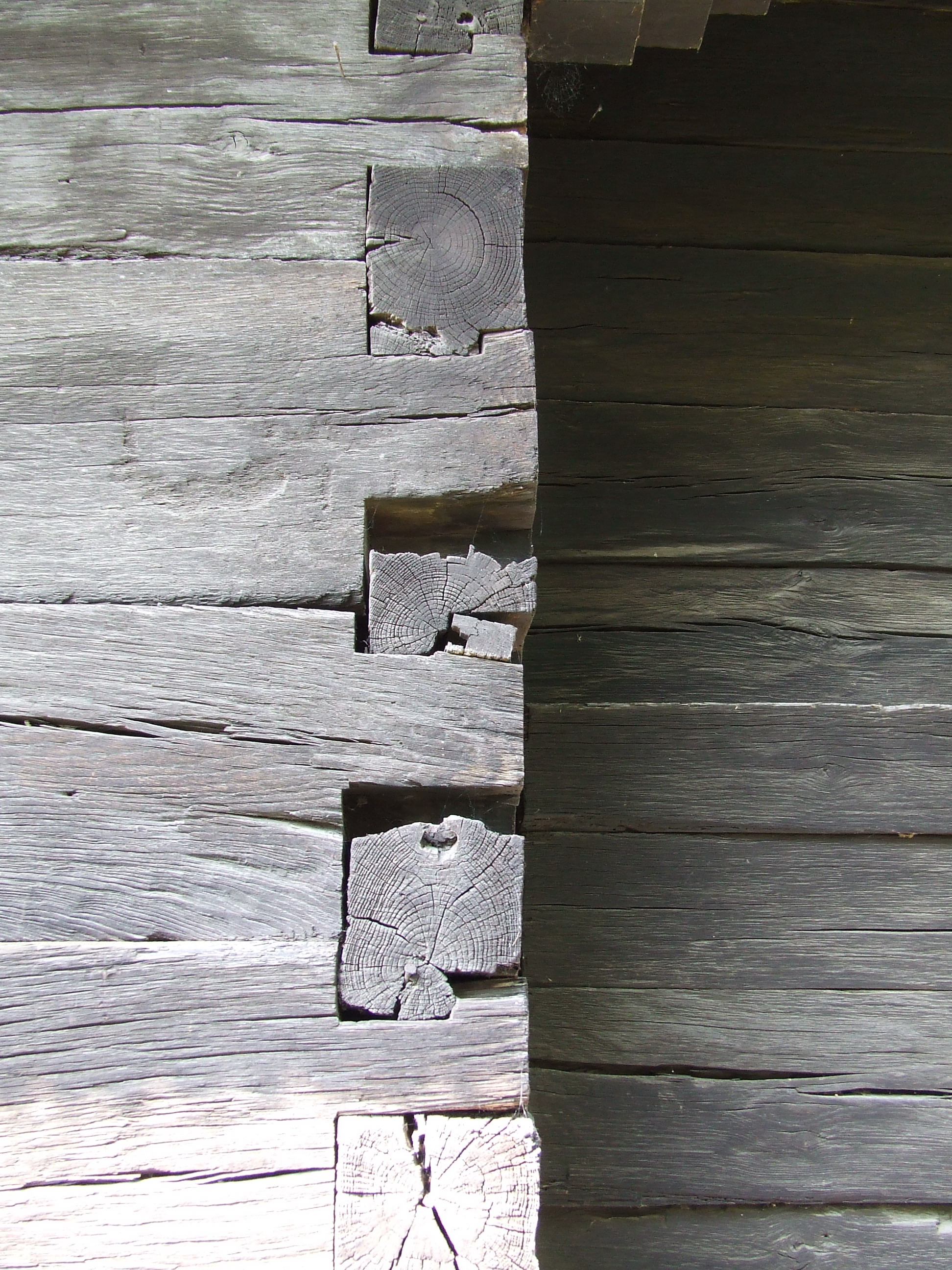
Detaliu îmbinări
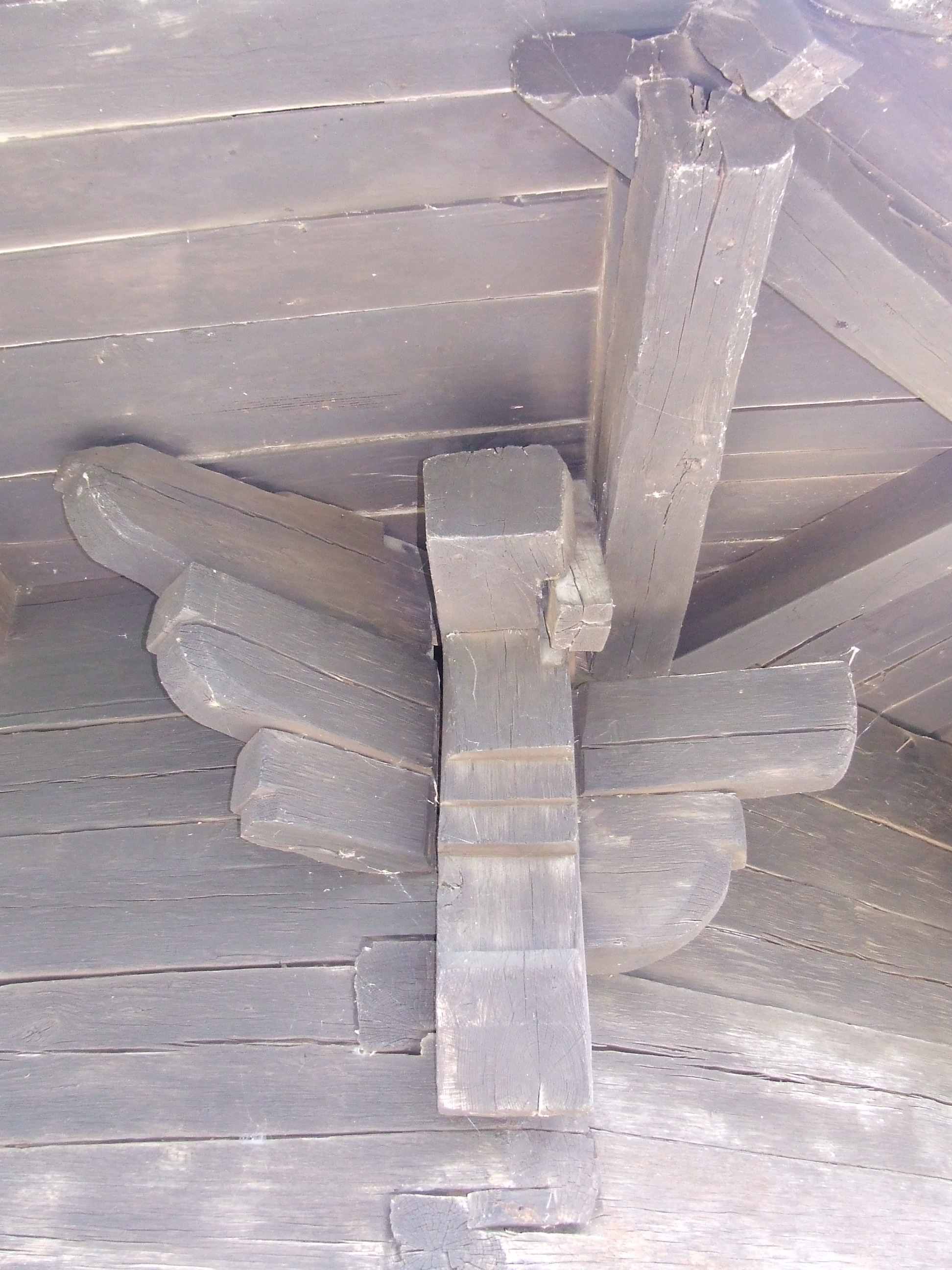
Detaliu console
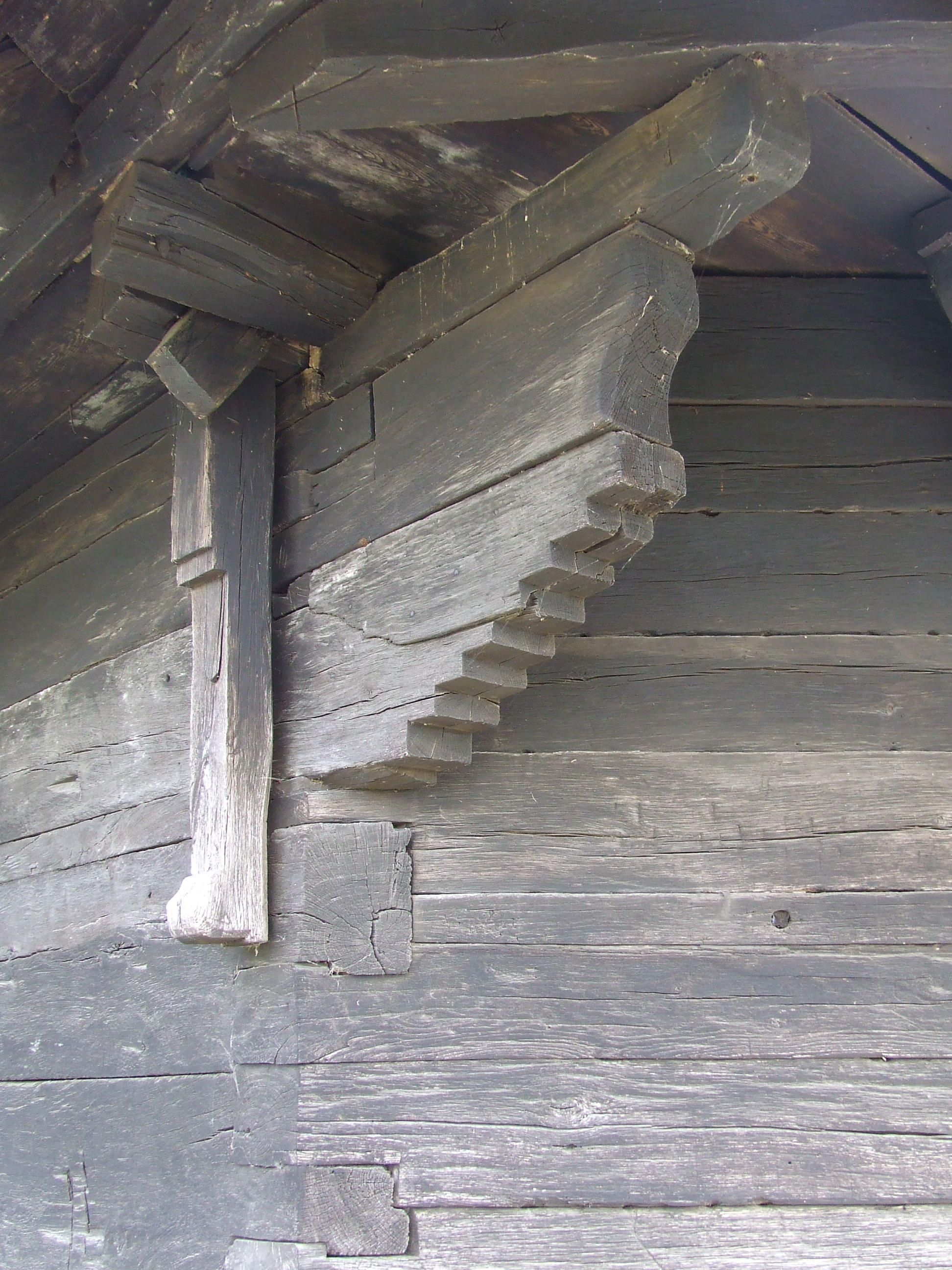
Detaliu
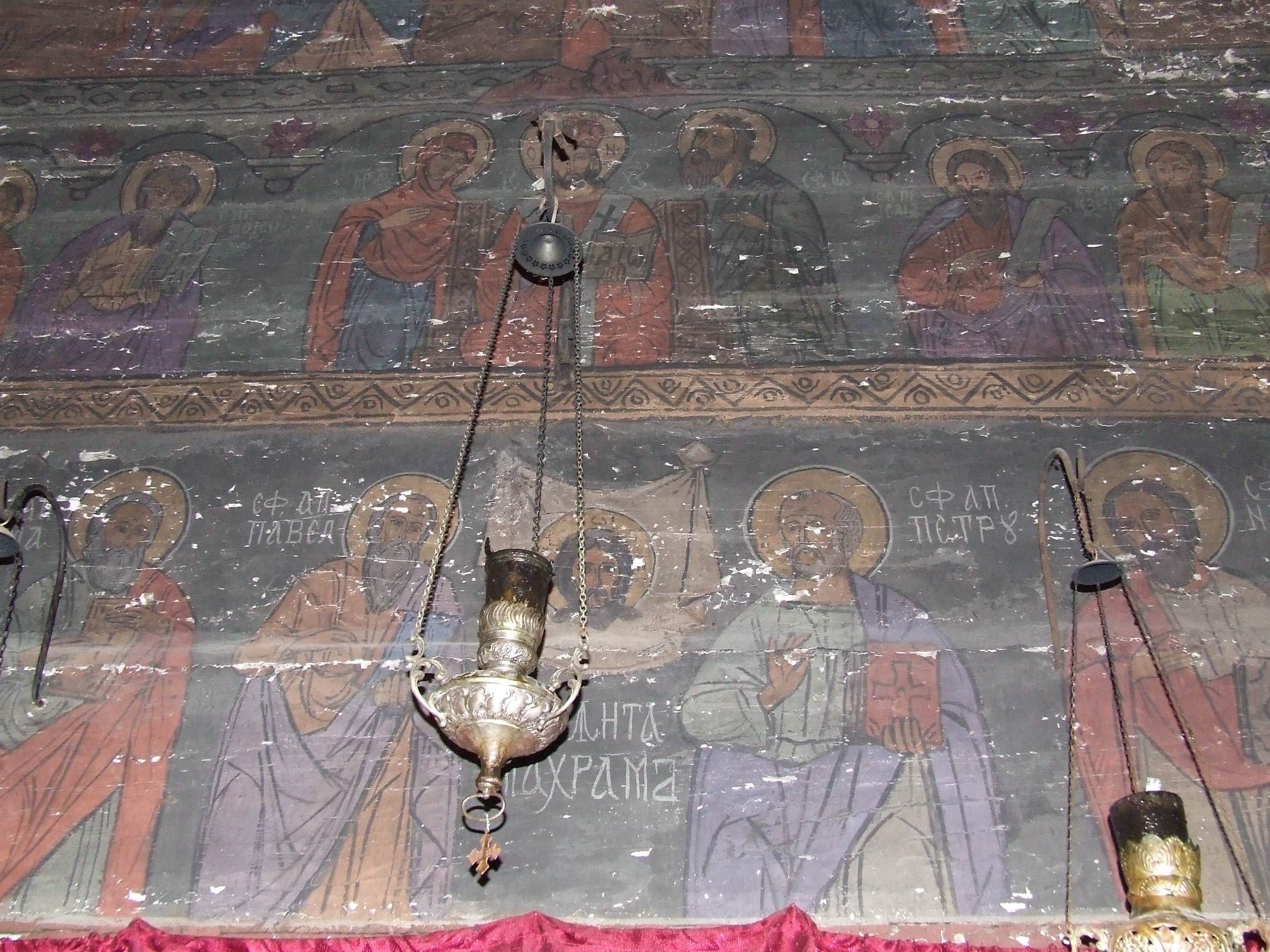
Pictura interioara 1
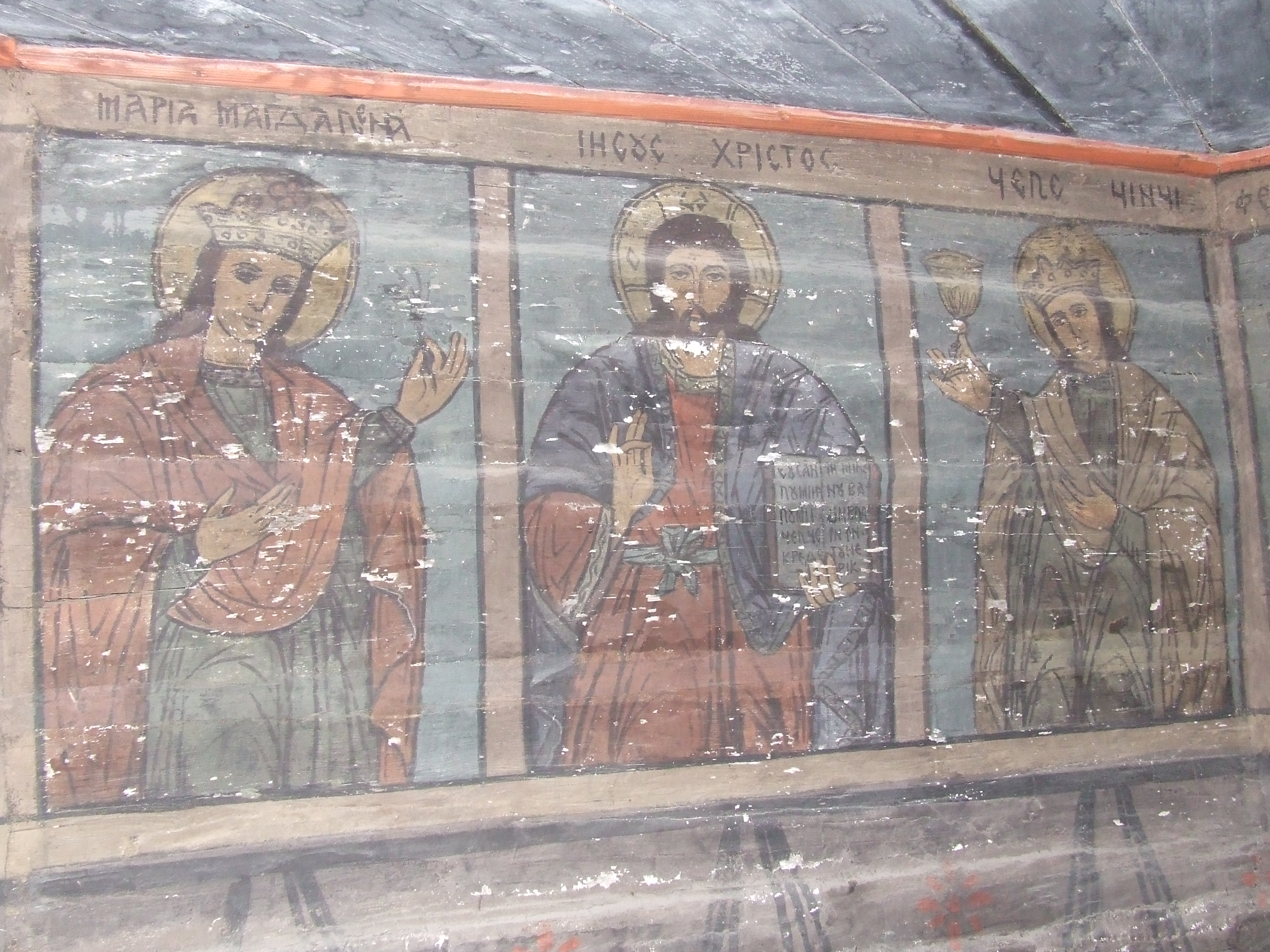
Pictura interioara 2
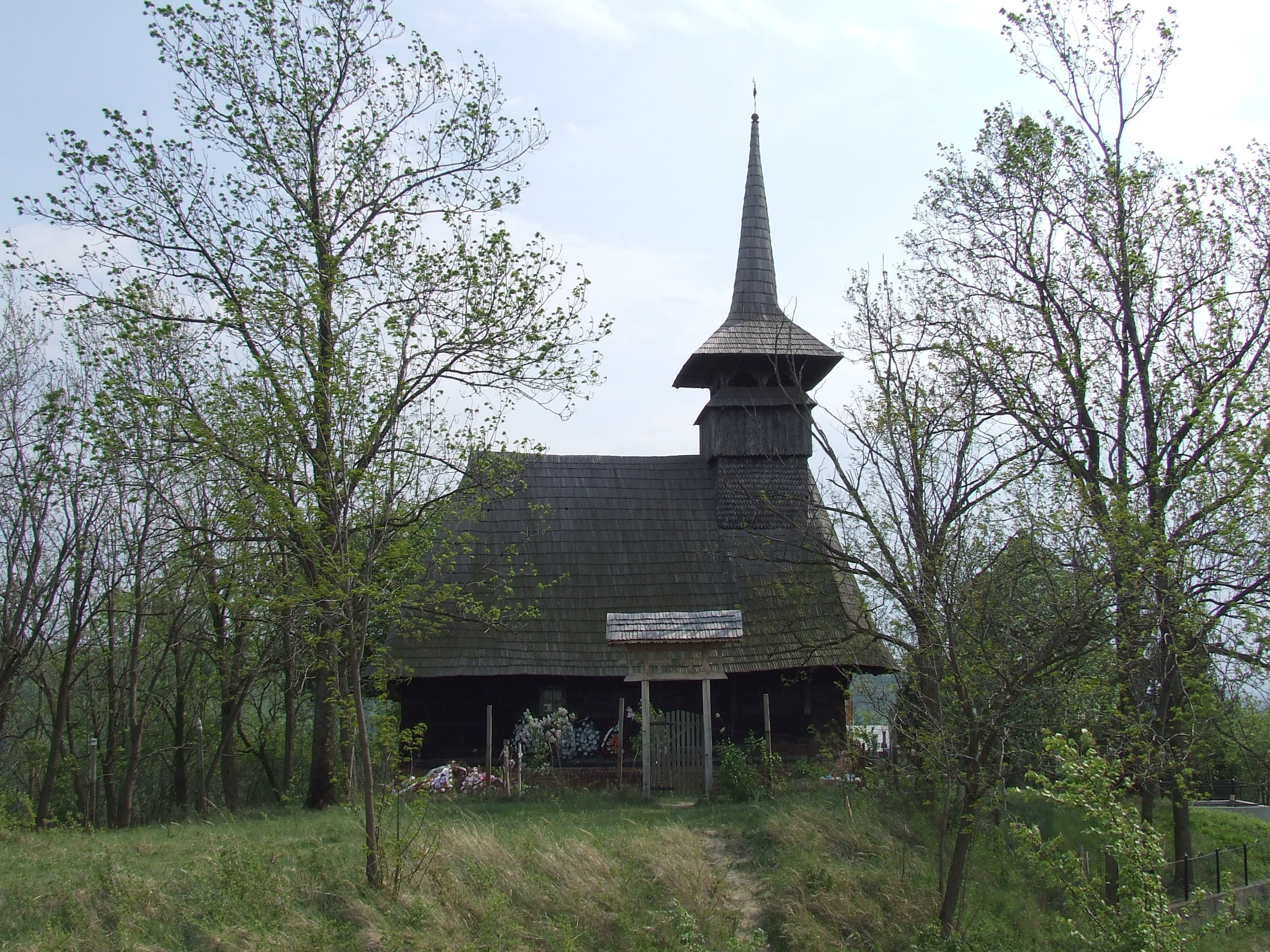
Vedere de ansamblu